# Chemiker Zeitung
Chemiker Zeitung — німецький науковий журнал із публікаціями із загальної та промислової хімії. Заснований у 1877 році і видавався в Кетені. 
З 1932 року він називався Forschrittsbericht der Chemiker-Zeitung über die wichtigsten Gebiete der Chemie und chemischen Industrie, а в 1950 році назву змінили на Deutsche Chemiker-Zeitschrift. У 1945-1949 рр. видання журналу було призупинено. Журнал продовжував виходити з 1959 по 1968 рік як Chemiker-Zeitung, Chemische Apparatur. 
У 1992 році Chemiker Zeitung було об’єднано з Journal für praktische Chemie (заснований у 1834 році).
2001 року журнал Advanced Synthesis & Catalysis (видавець: Wiley-VCH, Вайнхайм, Німеччина) поглинув як Chemiker Zeitung, так і Journal für praktische Chemie .

## Дивитися також
- Наука і техніка в Німеччині

## Зовнішні посилання
- Chemiker Zeitung 1885, 1887 - у форматі PDF з OCR. Цифрова бібліотека Технічного університету Лодзі